# 格倫·西奧多·西博格
格伦·西奥多·西博格 （瑞典語：Glenn Teodor Sjöberg，1912年4月19日—1999年2月25日），美国核化学家，美国加州大学伯克利分校化学教授、第二任校长（Chancellor）。鉴于西博格在超铀元素方面的杰出贡献，他与埃德温·麦克米伦（镎的主要发现者）共同荣获1951年诺贝尔化学奖。
国际纯粹与应用化学联合会（IUPAC）在1997年8月举行的国际会议上，决定用西博格的名字命名由艾伯特·吉奥索（A. Ghiorso）和他发现的106号元素𨭎（Sg），打破了不能以健在人姓名为化学元素命名的惯例。

## 生平
西博格生于密歇根州伊什珀明，1922年随家迁往加利福尼亚。1934年毕业于加利福尼亚大学洛杉矶分校，1937年在加利福尼亚大学伯克利分校获博士学位。成为劳伦斯的助手他长期在伯克利从事教学和研究工作第二次世界大战期间，他在芝加哥大学冶金实验室做研究工作，对原子弹的发展发挥了作用。第二次世界大战以后，西博格于1946年重返柏克萊．担任化学教授和劳伦斯放射实验室核化学研究导师。1954年任实验室副主任。1958－1961年任伯克利校长。1961年美国总统肯尼迪任命他为美国原子能委员会主席。他是担任这种职位的第一个科学家。1971年他离开委员会重返伯克利任大学教授，并在1972一1975年问兼任核化学研究实验室主任。
西博格于1999年2月25日，在美国加利福尼亚州住所逝世，享年86岁。

## 贡献
- 1940年他同麦克米伦等人开始制备超铀元素。麦克米伦用回旋加速器轰击铀靶，分离得到镎。从1940年到1958年，他们一共发现9个新元素，包括原子序数94到102。其中最著名的元素是钚（94号元素），它被用于核爆炸和核反应堆的燃料，后由E．费米指导的芝加哥大学实验室首次工业化生产。这是核武器研制成功的一个关键步骤。他发现的其他新元素是镅（95）、锔（96）、锫（97）、锎（98）、锿（99）、镄（100）、钔（101）和锘（102）。
- 1944年西博格提出锕系理论．预言了这些重元素的化学性质和在周期表中的位置。这个原理指出，锕和比它重的14个连续不断的元素在周期表中属于同一个系列，现称锕系元素。
- 西博格还发现了易裂变的同位素：钚239和铀233，具有重要应用价值的钚238，铁59、碘131、钴57和钴60等。
- 1980年他在勞倫斯伯克利國家實驗室完成實驗，成功地將數千铋原子轉換為金原子。此實驗以核能原理做為基礎，能從铋元素中移除中子與質子。然而這個造金方法太過於昂貴，無法用於商業量產。但是他的實驗成果，被認為近似遠古神話中「賢者之石」的力量。
- 20世纪90年代，他致力于超重核的探索和锕系元素的重离子核反应的研究。

## 荣誉
除诺贝尔奖外，西博格还获得许多荣誉。1959年获费米奖。其他嘉奖包括美国瑞典工程师协会埃里克森金质奖章、瓦萨勋章、法国高级勋章。他于1962年被授予瑞典美国人称号。